# Aufgebot (Militär)
Das militärische Aufgebot ist der Aufruf an alle Wehrfähigen eines Landes oder an einen bestimmten (definierten) Teil von ihnen zur Verteidigung ihres Landes.

## Mittelalter
Im Hoch- und Spätmittelalter setzte es sich aus Angehörigen der waffenpflichtigen Bürgerschaften von Städten und Dörfern zusammen. Insbesondere für Zünfte galten detaillierte Bestimmungen wegen des Waffendienstes. Aufgebote wurden meist im Verteidigungsfall, aber auch in begrenztem Maß für offensive Handlungen aufgerufen. Als herausragendes Beispiel für schlachtentscheidenden Einsatz von Aufgeboten gilt die Schlacht bei Rudau im Jahre 1370. Hier widerstanden die Kämpfer der Königsberger Zünfte den massiven Attacken der litauischen und tatarischen Reiterei und gaben so den Ausschlag für den Sieg.

## Neuzeit
Der Militärschriftsteller Johann Friedrich von Flemming verwendet in seinem Werk Der Vollkommene Teutsche Soldat 1726 den Ausdruck auch für normale Werbung von Soldaten (Kapitel 8, § 1).

### Preußen
Der Begriff wird bis in die neueste Zeit benutzt, teilweise im Sinne von Mobilmachung. In Preußen wurde 1814 die Landwehr in ein 1. Aufgebot (Wehrpflichtige vom 26. bis 32. Lebensjahr) und ein 2. Aufgebot (Wehrpflichtige vom 33. bis 39. Lebensjahr) geteilt. Durch das Reichsgesetz vom 11. Februar 1888 (RGBl. S. 11) wurde der Artikel 59 der Reichsverfassung geändert und die Zugehörigkeit zur Landwehr neu geordnet und mit Gesetz vom 15. April 1905 (RGBl. S. 249) nochmals präzisiert. Danach gehörten die Jahrgänge ab dem beginnenden achtundzwanzigsten Lebensjahre für die „folgenden fünf Lebensjahre der Landwehr ersten Aufgebots und sodann bis zum 31. März des Kalenderjahres, in welchem das neununddreißigste Lebensjahr vollendet wird, der Landwehr zweiten Aufgebots an.“

### Schweiz
In der Schweiz ist das Aufgebot der Befehl, zur Erfüllung der allgemeinen Dienstpflicht einzurücken.